# 通门乡
通门乡（藏語：མཐོང་སྨོན་），是中华人民共和国西藏自治区日喀则市谢通门县下辖的一个乡镇级行政单位。

## 行政区划
通门乡下辖以下地区：
通门村、坚白村、仲村、卡布仁村、拉旺孜村和初古村。